# Коронач північний
Коронач північний (Goura victoria) — вид птахів з родини голубових, роду голубів-короначів. Поширені переважно на території Нової Гвінеї.

## Опис
Це дуже великий, як для представника родини голубових, птах. За розміром його можна порівняти з середнім індиком: при довжині тіла від 66 до 74 см він важить близько 2,5 кг. Головною відмінною рисою цього виду є красивий чубок у вигляді віяла, який складається з розпушених пір'їн, що утворюють на кінцях подовжені трикутники з білими вершинами.
Верхня частина тіла аспидно-блакитна або синювата, нижня — каштаново-бура. Крила прикрашені широкою білою поперечною смугою, підкресленою знизу акуратною сірувато-синьою рискою. Крила у птаха довгі і тупі, ноги з короткими пальцями, але з досить високими плюснами, покритими великими щитками. Злегка закруглений хвіст довгий і широкий. Дзьоб синюватий біля основи з загнутим вниз світлим кінчиком. Червоні або коричневі очі.

## Поширення
Коронач північний (Goura victoria) мешкає в північній частині Нової Гвінеї і на прилеглих до неї островах Біак і Япен. Вибирає заболочені місцевості й ліси з сагових пальм. Іноді зустрічається і в більш сухих місцях.

## Спосіб життя
Тримається переважно на землі, чим нагадує фазанів, але при найменшій небезпеці злітає на нижні гілки дерев, роблячи галасливі помахи крилами. Харчуються птахи опалим плодами, насінням трав, молодим листям і ягодами. Іноді їдять равликів і дрібних безхребетних. Весь рік живуть невеликими групами, а в період розмноження розбиваються на пари. Токуючи, самець видає звуки, що нагадують бій барабана. При цьому він воркує, кланяється своїй дамі серця і опускає хвіст до землі.
Якщо ж в поле зору попадається суперник, хвіст відразу ж розгортається і злітає вгору, а його господар піднімає одне крило, готовий у будь-який момент завдати удару кривднику. Після закінчення короткої сутички, голуб знову приступає до залицяння. Погоджуючись на «шлюб», самиця починає чистити пір'я партнеру, який відповідає їй тим же.
Досить велике і просторе гніздо пара в'є на висоті від 6 до 10 м. Будівельним матеріалом служить листя папороті, які розташовуються біля стовбура на товстій гілці у вигляді купи. Самиця відкладає туди 1-2 яйця, насиджуванням яких займаються обоє батьків. Приблизно через 28 днів на світ з'являються маленькі пташенята, яких самець і самиця вигодовують близько двох місяців. Статевозрілими ці голуби стають у віці двох років. Тривалість життя у них іноді досягає 15 років.

## Загрози
На жаль, чисельність цих красивих голубів стрімко скорочується. Причини: знищення природних місць їхнього проживання і необмежене полювання. Причому браконьєрів цікавить зовсім не м'ясо птахів, а їхнє оперення, яке йде на різні сувеніри і аксесуари. Ситуація посилюється тим, що у голубів-короначів практично немає природних ворогів, тому вони дуже довірливі і практично не бояться людини.